# Kapitein Zeppos

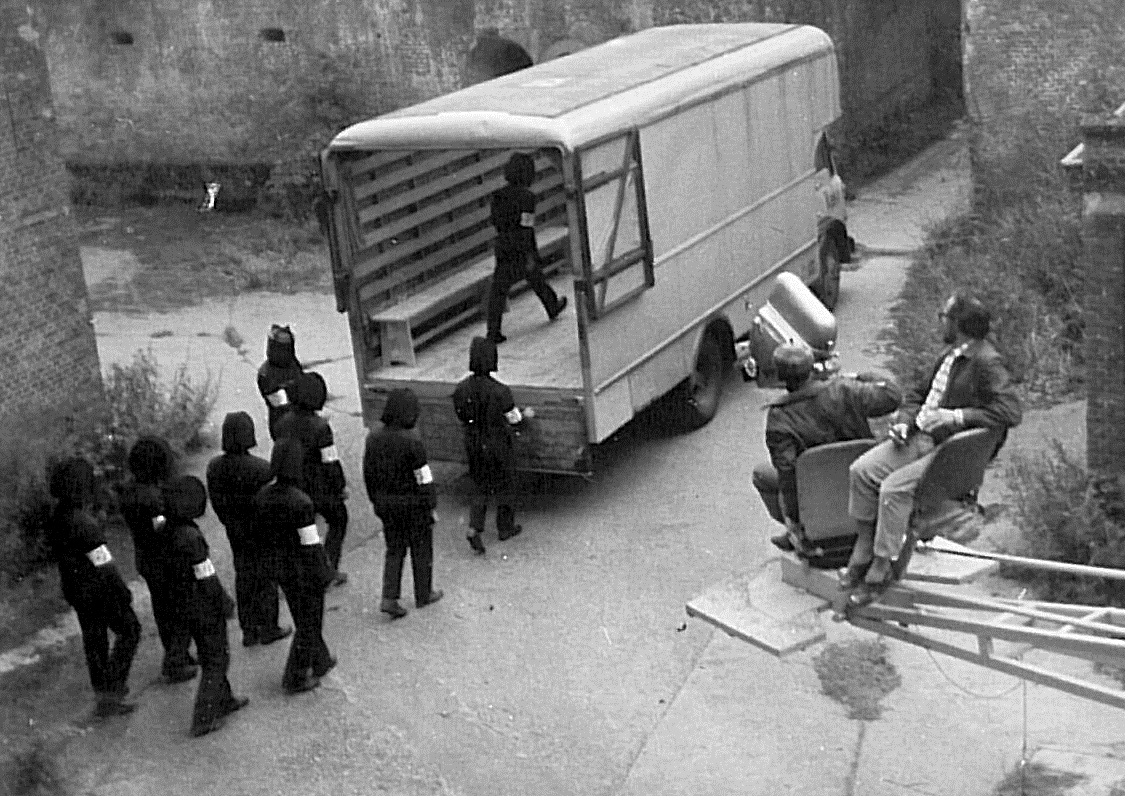
Werkopname uit de serie Kapitein Zeppos

Kapitein Zeppos is een Vlaamse jeugdreeks die zijn oorsprong vond in 1964. De naam Zeppos was een verbastering van Jan Stephorst, maar in Griekenland, waar deze Jan Stephorst woonde, kon men dit niet uitspreken. Hierdoor werd zijn naam "Kapitein Zeppos". In de 2e en 3e reeks reed hij in een Amphicar 770, met als gevolg dat een dergelijke auto soms nog steeds een "Zeppos" wordt genoemd. De bekende titelmelodie is Living It Up van Bert Kaempfert. In reeks 2 en 3 werd gebruikgemaakt van de muziek uit de Britse spionagefilm Sebastian (1968), muziek geschreven door Jerry Goldsmith. De serie werd vooral opgenomen in de gemeente Onze-Lieve-Vrouw-Lombeek (Pajottenland) in Vlaams-Brabant.

## Achtergrond
Er bestonden reeds enkele boeken over Kapitein Zeppos, geschreven door Louis De Groof. Ze spraken de jeugd erg aan, reden waarom men besloot er een televisieserie van te maken. Er werden in totaal drie reeksen van Kapitein Zeppos gemaakt:
1. Belderbos (1964, 15 afleveringen)
2. De Eglantier (1968, 8 afleveringen)
3. Tweng (1968, 8 afleveringen)

## Verhaal

### Belderbos
Een vreemde man komt te paard aan in het plaatsje Belder, onder de naam 'Kapitein Zeppos'. Dat zaait dadelijk onrust en afgunst jegens deze vreemde man. Maar een zekere Ben Kurrel, die wel van een avontuurtje houdt, zoekt contact met hem en gaat voortaan vaak bij hem langs, zonder hem echt te kennen. Al gauw wordt duidelijk dat Zeppos niet zonder bedoeling naar Belder is gekomen: hij moet een mysterie oplossen. In Griekenland heeft hij van een onbekende man met een pukkel een bod gekregen op de grond die hij geërfd had van zijn overleden oom Nico. Er blijkt hierbij een hele organisatie te zijn betrokken. Ben Kurrel en zijn vriendin Rita Mees helpen hem om dat mysterie op te lossen. In het verhaal duiken ook nog de boswachter Nelis, Ariane Despinal (zij is 'de andere erfgenaam'), meesterschurk Baral en zijn medewerkers op. Kapitein Zeppos verdwijnt spoorloos wanneer de eerste boortorens worden geplaatst.

### De Eglantier
Ariane Despinal is ondertussen mevrouw Zeppos geworden. Ben komt nog regelmatig langs. Op een dag gebeurt er iets vreemds in het dorpje Belder. Een stel mysterieuze jagers wordt verschillende malen gesignaleerd en Ariane ontmoet een geheimzinnige dame die op haar hoofd kan staan: 'tante Cara'. In dit verhaal duiken ook nog Hugo Brems, diens zoon en Clovis op. Ook oude bekenden als Gust de postbode, oma en Aster komen terug in het verhaal. Alles draait om kunstdiefstal in kerken en andere belangrijke plaatsen.

### Tweng
Dit is een organisatie tegen oorlog en ander geweld, geleid door Dhr. Elias. Deze vraagt aan Kapitein Zeppos of hij voorvechter wil worden van Tweng. Dhr. Elias is er immers te zwak voor. Zijn dochter Marleen is secretaresse van Tweng, en zal Zeppos behulpzaam zijn.

## Personages
- Senne Rouffaer – Kapitein Zeppos
- Raymond Bossaerts – Ben Kurrel
- Ray Verhaeghe – Alfred Kurrel
- Jo Nupie – Agnès Kurrel/Erna
- Herman Smits – Roel Kurrel
- Alex Wilequet – Veldwachter
- Jetje Cabanier – Oma
- Cyriel Van Gent – Gust de postbode
- Paula Sleyp – Slien
- Jan Reusens – Miel
- Truus Demedts – Rita Mees
- Vic Moeremans – Pukkel
- Vera Veroft – Ariane Despinal
- Vera Veroft – Zwartjekker, dame met het masker
- Robert Maes – Bakker Ivo Mees
- Rik Bravenboer – Ward/Politieagent
- Marc Van Acker – Ben, als jongen
- Marc De Munck – Wim
- Fons Derre – Nelis, boswachter
- Senne Rouffaer – Oom Nico
- Bruno Rouffaer – Zeppos, als kind
- Jacques Germain – Loodgieter
- Alice Toen – Martha
- Dora van der Groen – Beatrice
- Ward De Ravet – Baral
- Jo Coppens – Blonde Frans/Slome Piet
- François Bernard – Marinus
- Jef Van Dalsen – Raf
- Jos Simons – Max
- Ivo Pauwels – Figaro
- Mary Boduin – Ouvreuse
- Dolf Denis – Bernard Spriet
- Jacky Morel – Blonde Frans/Slome Piet
- Jef Demedts – Inspecteur Peters
- René Peeters – Wittock
- Piet Herman – Notaris
- R. Berghmans – Bloemenmeisje
- Frank Struys – Brievenbesteller
- André Delys – Agent
- Hans Caprino – Zwarte man
- Jos Mahu – Portier
- Mevr. Schepers – Directrice
- Jaak Van Hombeek – Agent
- Paul Van Roey – Boormeester Post
- Jaak Germain – Ploegbaas
- Cara van Wersch – tante Cara
- Jacky Morel – Hugo Brems
- Bruno Rouffaer – Frank Brems
- Walter Moeremans – Stan
- Jos Mahu – Tom
- Herman Bruggen – Emiel
- Rudi Delhem – Garagehouder/Schermer
- Paula Sleyp – Lisa
- André Delys – Boer Dillis
- Marc Decorte – Koster
- Marieke Vervaeke – Vrouw
- John Geentjens – Erik de zeeman
- Jan Massink – Rosier
- Lia Lee – Kitty
- Jan Moonen – Dinter
- Jan Theys – Spreker
- Veerle Wijffels – Brenda
- Leo Haelterman – Mizernak
- Piet Bergers – Elias
- Jeanine Schevernels – Marleen
- Ann Petersen – Emma
- John Geentjes – Straatveger/Erik
- Louis Vervoort – Dwerg
- Fred Robion – Toerist
- Ugo Prinsen – Pet
- Ronny Waterschoot – Jekker
- Fried Zuidweg – Vrouw
- Ray Verhaeghe – Rufus/Leider
- Jan Reusens – Regisseur
- Ivo Pauwels – Officier
- Gerda Marchand – Dienster
- Alex Cassiers – Clovis
- Frank Delhem – Schermer
- Fons Derre – Straatveger

## Uitzendingen in andere landen
De serie werd in de originele versie uitgezonden in Nederland vanaf 18 april 1965 en (met ondertiteling) in Zweden en Finland.
De eerste serie werd vertaald in het Engels en uitgezonden op de BBC vanaf oktober 1966. De serie kreeg er de naam Captain Zeppos. Later werd deze gedubde versie nog uitgezonden in Australië, Canada, Ierland, Jamaica, Nieuw-Zeeland en voorzien van ondertitels in Egypte, Hongkong, Japan en Nigeria.

## Heruitzendingen en dvd
Vanwege het 50-jarig bestaan van de Vlaamse Televisie in 2003 werd er een groot feest georganiseerd voor de tv en werden vele jeugd- en volwassenenfeuilletons herhaald op Eén en Ketnet. De drie reeksen van Kapitein Zeppos werden omwille van die gelegenheid ook herhaald, zodat ze in 2004 nogmaals op het scherm te zien waren. Ook werden er toen twee complete dvd-boxen van Kapitein Zeppos uitgebracht, waar alle reeksen opstaan (al dan niet met ondertiteling). Ter gelegenheid van die dvd-uitgave verscheen ook Senne Rouffaer toen de laatste keer in het openbaar. Senne Rouffaer overleed op 14 juli 2006. Aflevering 16 is een samenvatting van de voorgaande 15 afleveringen, en werd niet op VHS en dvd uitgegeven, maar werd wel heruitgezonden op de VRT.
Vanaf maart 2020 was de serie opnieuw te zien op Eén en beschikbaar via VRT MAX.

## Vervolg op de serie

### Kurrel & Co.
In 1999 maakt Ludovic Beun als eindwerk aan het Rits de kortfilm Kurrel & Co., een hommage en vervolg op de originele Kapitein Zeppos reeksen. De hoofdrollen worden vertolkt door Steph Baeyens, Mathias Sercu en Tine Reymer, met een cameo van Senne Rouffaer als Kapitein Zeppos. Ook de iconische amfibiewagen is weer van de partij. De kortfilm maakt deel uit van de extra's op de eerste dvd-box van Kapitein Zeppos en geraakte zo bekend bij een breder publiek.

### Zeppos - Het Mercatorspoor
Sinds 2008 bestonden er plannen om een speelfilm te maken rond Kapitein Zeppos. In 2019 maakte productiehuis Eyeworks bekend dat de film er zou komen, met Carry Goossens in de rol van Kapitein Zeppos. Andere rollen zijn er onder meer voor Koen De Bouw en Nora Gharib. De film Zeppos - Het Mercatorspoor werd geen remake maar een moderne doorstart, waarin Kapitein Zeppos samen met enkele nieuwe personages de strijd aanbindt met een organisatie die uit is op een antiek boek. De opnames stonden gepland voor mei 2020 en de film zou in het voorjaar van 2021 in de bioscopen uitkomen. Door de coronapandemie gingen de opnames pas in juni 2021 van start. De film werd op 30 maart 2022 in de Belgische bioscoopzalen uitgebracht.

## Diversen

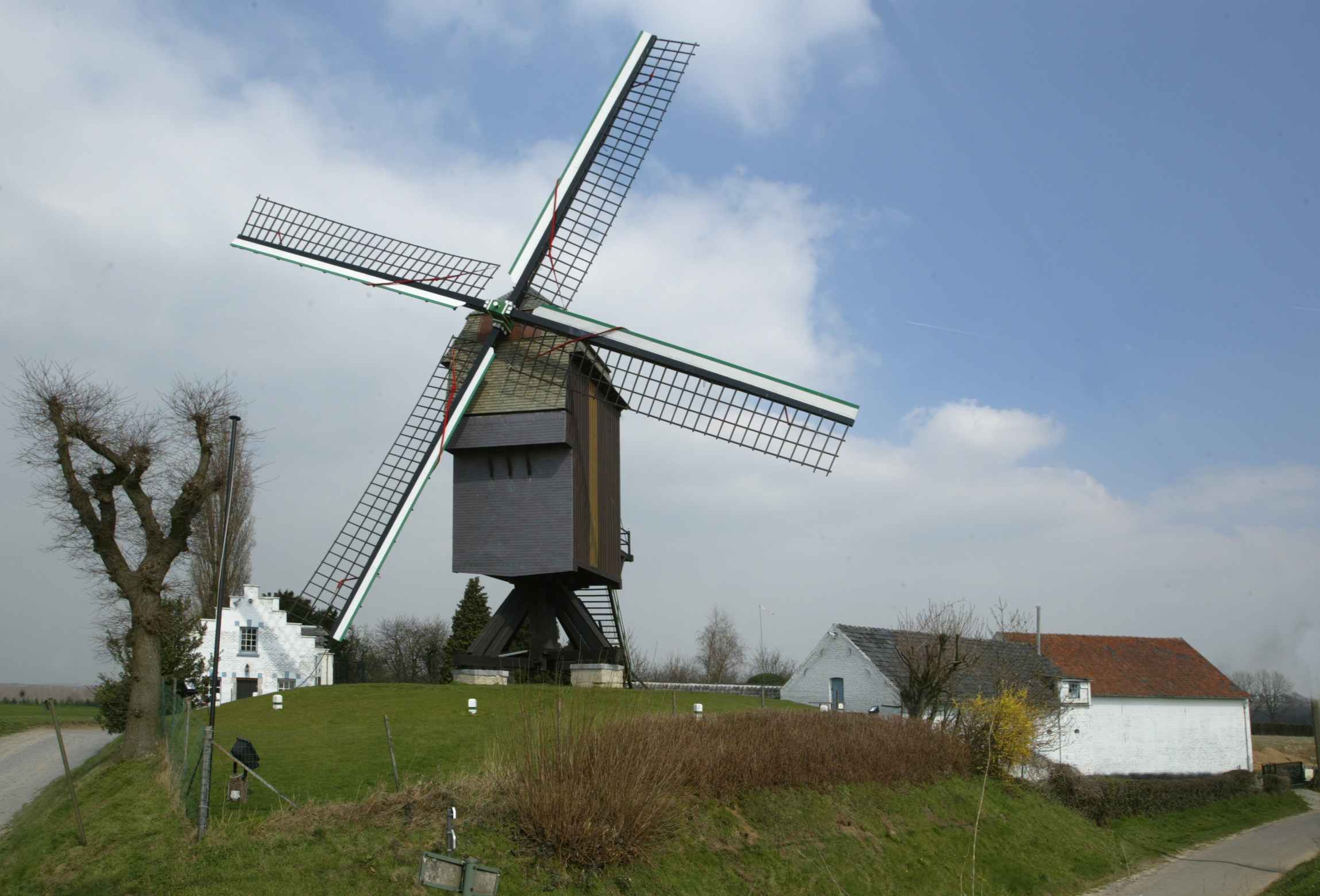
Hertboommolen of Zepposmolen in Roosdaal

- Oorspronkelijk zou de rol van Kapitein Zeppos door Ward De Ravet gespeeld worden. Maar toen die uitviel met een heupblessure ging de rol naar Senne Rouffaer en werd het personage herschreven van een ruwe held naar een flegmatieke gentleman.[1]
- Op het Mechelseplein in Antwerpen heeft een eetcafé zich naar de serie vernoemd: "Kapitein Zeppos".
- Ook in Amsterdam, aan het Gebed Zonder End, heeft een eetcafé zich naar de serie vernoemd: "Kapitein Zeppos".
- In Gent is een park naar de serie vernoemd: het Kapitein Zeppospark.
- In Antwerpen heeft een reisorganisatie die reizen aanbiedt aan boord van cargo schepen zich naar de serie vernoemd: "CptnZeppos.com".
- De Hertboommolen in de Belgische gemeente Roosdaal wordt ook wel de Zepposmolen genoemd omdat er opnames voor de serie plaatsvonden.

## Boeken
- Louis DE GROOF, Kapitein Zeppos: Belderbos, Standaard Uitgeverij, 1968. ISBN 978-90-021-0428-2
- Louis DE GROOF, Kapitein Zeppos II: De eglantier, Standaard Uitgeverij, 1970. ISBN 978-90-021-1132-7
- Louis DE GROOF, Kapitein Zeppos III: Tweng, Standaard Uitgeverij, 1970. ISBN 978-90-021-1131-0